# Орден Трёх золотых рун
Орден Трёх золотых рун (фр. Ordre des Trois-Toisons d'Or) — почётный орден, учреждённый Наполеоном I в дворце Шенбрунн 15 августа 1809 года. Никогда не вручался и был расформирован основателем 27 сентября 1813 года.

## Учреждение
После возведения своего брата Жозефа на трон Испании 6 июня 1808 года и разгрома Австрии в битве при Ваграме 6 июля 1809 года у Наполеона возникла идея объединить два ордена Золотого руна — испанский и австрийский — добавив к ним французскую ветвь.
Кавалеры ордена должны были также получить вознаграждение в размере 4000 франков для командоров и 1000 франков для рыцарей.
Когда круг лиц, участвовавших в главных сражениях Великой Армии под командованием императора, был определён, и их награждение уже должно было начаться, учреждение ордена внезапно было отменено. Связано это было с подписанием Шёнбруннского мирного договора 14 октября 1809 года, положившего конец Пятой коалиции, и, что более важно, с браком Наполеона с Марией-Луизой Австрийской в 1810 году. Таким образом, Наполеон не хотел расстраивать своего тестя, австрийского императора Франца I, яростно выступавшего против роспуска австрийского ордена Золотого руна.
Во Франции же Наполеон столкнулся с противодействием членов ордена Почётного легиона, опасавшихся обесценивания их ордена.
В итоге император объявил о роспуске этого мёртворождённого ордена 27 сентября 1813 года и о соединении его с орденом Почётного легиона.
После этого граф Андреосси лишился своего титула великого канцлера, а я — титула генерального секретаря, который был мне обещан. Но в 1814 году Наполеону уже не хотел жалеть своего тестя, генералу Андреосси в Константинополе вновь был пожалован титул в ордене, который, если бы не падение империи, точно был бы учреждён.V-VE

## Степени
Орден должен был управляться советом, состоящим из:
- Великого магистра — Наполеон;
- Великого канцлера  — Бернар-Жермен де Ласепед, также великий канцлер ордена Почетного легиона с 14 августа 1803 года; 14 октября 1810 года заменён генералом Андреосси;
- Великий казначей — Ян Схиммелпеннинк.

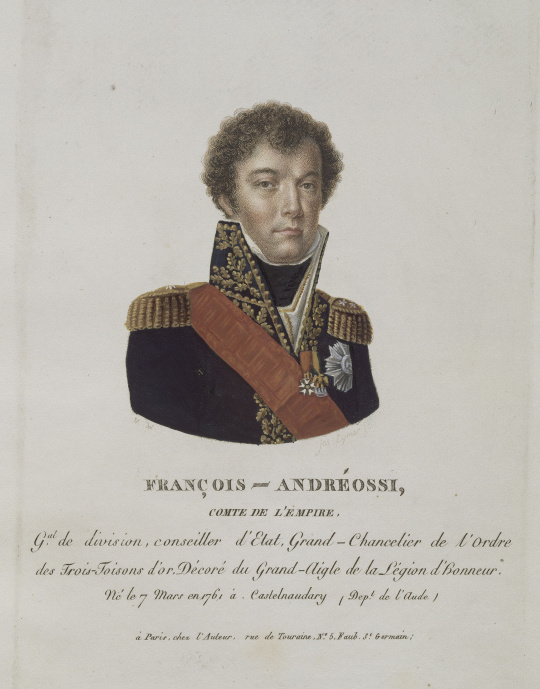
Франсуа Андреосси, граф империи.
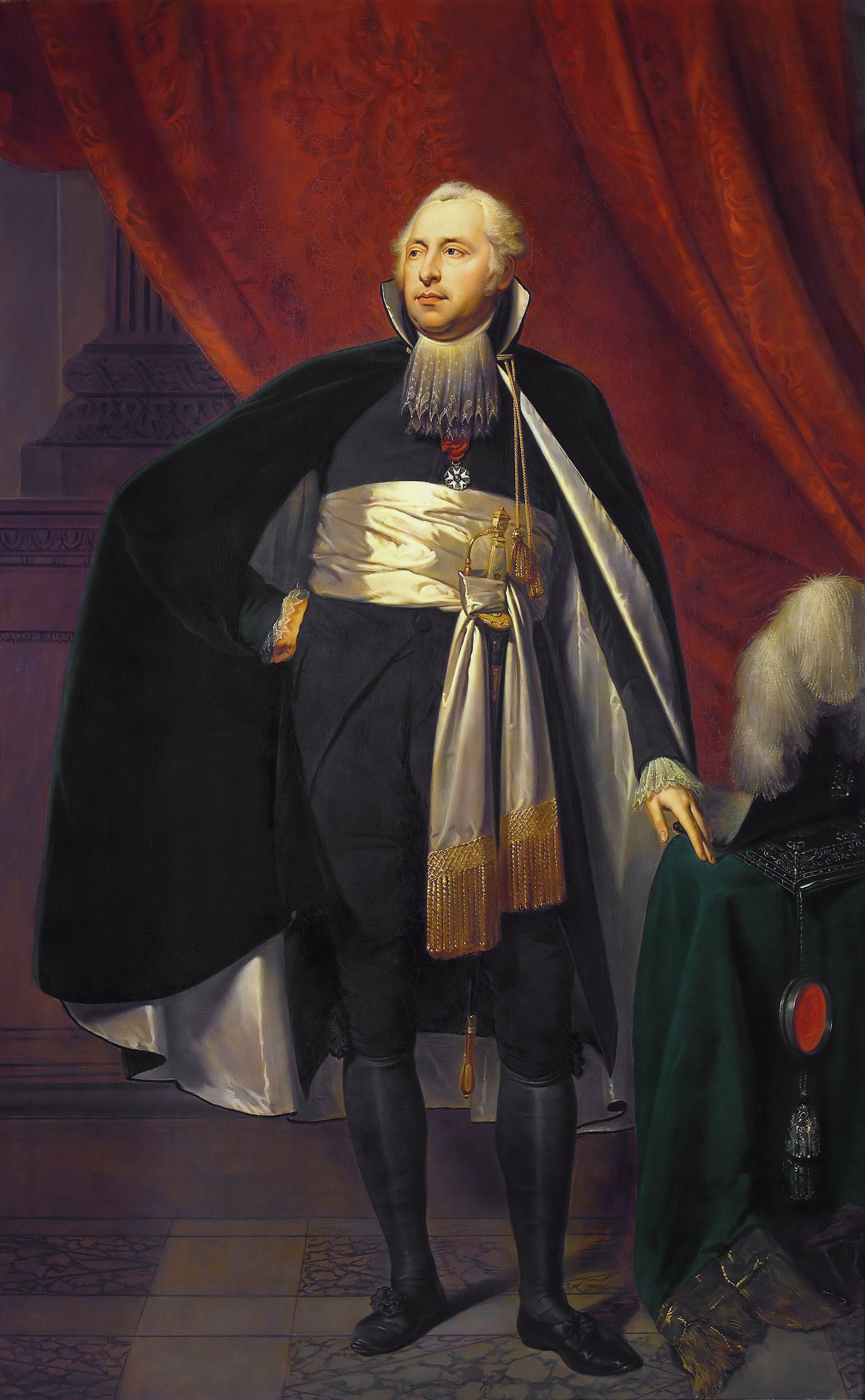
Рутгер Ян Шиммельпеннинк

### Ранги и составы
В ордене могли состоять максимум:
- 100 великих рыцарей;
- 400 командоров;
- 1000 рыцарей.

### Бенефициары
Императорским орденом Трёх золотых рун должны были награждаться:
- Самые достойные солдаты;
- Знаменосцы, участвовавшие в восьми величайших битвах от Ульма до Ваграма;
- «Князья крови[фр.]»;
- Высшие сановники империи;
- Председатели Сената;
- Министры империи[фр.];
- Государственные министры[фр.]*.

По мнению генерала Удино, этот орден предназначался главным образом для поощрения старшин на военной службе, которые, однако, упустили возможность отличиться военными подвигами.

### Право награждения
За исключением князей, высших сановников империи, председателей Сената, министров и государственных министров, орденом во время войны должны были награждаться только самые достойные солдаты.
- Только имперские князья имели право на орден с рождения: «князья крови» могут получить его только после того, как поучаствуют в военном походе или прослужат два года;
- Высшие сановники и министры могут быть приняты в орден Трёх золотых рун, если они были обладателями портфеля в течение десяти лет;
- Государственные министры могут быть приняты в орден после двадцати лет службы;
- Председатели Сената в течение трёх лет;
- Прямые потомки маршалов Великой армии, если они отличились во время военной службы.

Никакое другое лицо, кроме указанных выше, не может быть допущено в орден, если оно не участвовало в войне и не получило три ранения.
- Чтобы стать великим рыцарем, командующий должен либо участвовать в генеральном сражении, либо при осаде;
- Командорская степень вручается капитанам, лейтенантам или младшим лейтенантам каждого полка Великой армии, бывших признанными самыми храбрыми в нём;
- Степень рыцаря может быть вручена унтер-офицеру или солдату, получившему не менее трёх боевых ранений и признанному самым храбрым в полку.

Мы оставляем за собой право, однако, допустить в орден Трёх золотых рун солдат, которые, не получив трёх ранений, отличились каким-то выдающимся подвигом, вроде нахождения в числе первых штурмующих крепость или мост.
Назначать командоров или кавалеров должен был лично император. Командоры и рыцари уже не могли покинуть свой полк «и должны были пасть только под его знамёнами».

### Потенциальные рыцари
- В июне 1811 года бригадный генерал Франсуа Гуллюс[фр.] попросил принять его к ордену; просьба, положительно принятая, была передана великому канцлеру;
- Командир эскадрона Жан-Франсуа Жакмино[фр.] был назначен и приведён к присяге.

## Знаки отличия
Барон Лежён разработал дизайн знаков отличия в соответствии с пожеланиями Наполеона.
Модель разрабатывали несколько медальеров и ювелиров из фирмы Coudray, которая была выбрана советом директоров ордена и представлена императору.
Награда напоминала кулон Ордена Золотого руна: двусторонний золотой знак изображал три бараньи шкуры, подвешенные к планке с изображением голубого камня, от которого по обе стороны отходили оранжевые языки пламени. Этот мотив был увенчан имперским орлом с распростёртыми крыльями и предназначалась для ношения великими рыцарями за место петлицы, а воеводами и кавалерами — на петлице.

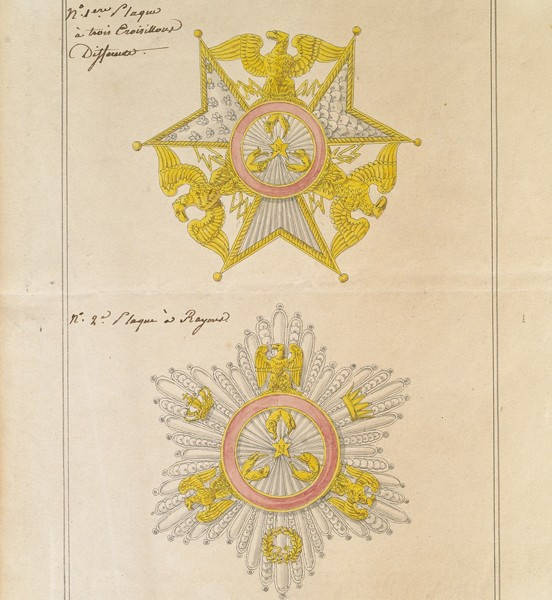
Проекты ордена Трёх золотых рунов степени великого кавалера, музей ордена Почётного легиона[фр.]
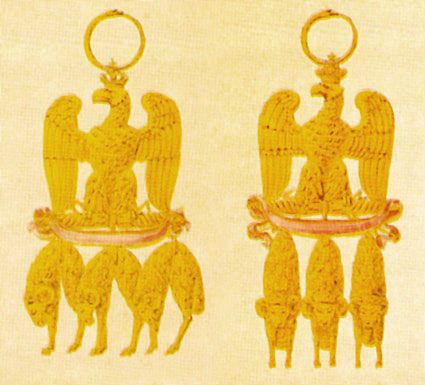
Проекты подвесок ордена Трёх золотых рун

### Лента
Знак подвешивался на красной ленте с двумя золотыми полосами с двух сторон, каждая на расстоянии 2 мм от края.

### Форма
Члены ордена Трёх золотых рун должны были носить парадную форму с золотой кирасой и шлемом.